# Међународни дан матерњег језика
Међународни дан матерњег језика (енгл. International Mother Language Day) се обележава сваке године 21. фебруар широм света. Основни циљ је да се подигне свест о значају матерњег језика и мултилингвизма. Овај дан је успостављен 1999. године од стране УНЕСКО-а а на предлог Бангладеша и обележава се редовно од 2000. године.